# 瓜尔蒂耶里
瓜尔蒂耶里（義大利語：Gualtieri），是意大利雷焦艾米利亚省的一个市镇。总面积36平方公里，人口6723人，人口密度186.8人/平方公里（2009年）。ISTAT代码为035023。